# Louis de Boullogne
Louis de Boullogne lub Boullongne (ur. 19 listopada 1654 w Paryżu, zm. 21 listopada 1733 tamże) – francuski malarz, rysownik i rytownik okresu baroku.
Pochodził z rodziny malarzy francuskich działających w XVII i XVIII w. Malarzami byli również: jego ojciec – Louis Boullogne, zw. Le Vieux (1609-1674), brat – Bon Boullogne, zw. L’Aîne (1649-1717) i dwie siostry – Geneviève Boullogne (1645-1710) i Madeleine Boullogne (1646-1709).
W 1681 został członkiem Królewskiej Akademii Malarstwa i Rzeźby, w 1693 jej profesorem, w 1722 – dyrektorem. W 1725 został pierwszym malarzem dworu Ludwika XV.
Tworzył kompozycje religijne, mitologiczne i historyczne. Dekorował plafon kaplicy w Wersalu. Na zlecenie królewskiej manufaktury gobelinów wykonywał kopie dzieł Rafaela.

## Wybrane dzieła
- August zamykający świątynię Janusa (1681), Musée de Picardie, Amiens.
- Chrzest św. Augustyna, Musée des Beaux-Arts, Bordeaux.
- Ceres – alegoria miesiąca sierpnia (ok. 1699), 235 × 180 cm, Musée des Beaux-Arts, Rouen.
- Nessos i Dejanira (ok. 1705), 65,4 × 80,6 cm, National Gallery w Londynie.
- Odpoczynek Diany (1707), Musée des Beaux-Arts, Tour.
- Ziemia (1698), 52 × 45 cm, Pałac Charlottenburg, Berlin.